# Vasvári István
Vasvári István, 1947-ig Wollman (Budapest, Terézváros, 1916. december 19. – Budapest, Józsefváros, 1972. április 2.) költő, író.

## Életpályája
Wollman Béla fűszerkereskedő és Süszmann Ilona gyermekeként született. Székesfehérvárott és Kecskeméten járt középiskolába. 1939-ig tisztviselőként, segédmunkáskén dolgozott, iparostanonc-otthonokban is volt felügyelő. 1941-től 1944-ig munkaszolgálatos volt. Első írásai az 1930-as években jelentek meg. 1944 és 1947 között Nagyváradon élt, ahol az Új Élet című lapnál dolgozott. Miután visszatért Magyarországra, az Ifjúsági Könyvkiadó lektorátusának vezetője volt, majd 1957-től 1960-ig a Néphadsereg c. lap olvasószerkesztője; 1960-tól haláláig pedig a Fővárosi Szabó Ervin Könyvtár tudományos munkatársa. Verseit és cikkeit folyóiratokban és napilapokban és több erdélyi magyar lapban közölte. Költeményei megjelentek albán, bolgár, német, orosz, román nyelven is. Szerkesztette a Nagy Lajos-emlékkönyv és -bibliográfiát (Budapest, 1964), illetve a Radnóti Miklós-bibliográfiát (Budapest, 1966).
Első házastársa Pap Klára volt, akivel 1950. december 2-án Budapesten, a Józsefvárosban házasodott össze.
Az Óbudai temetőben helyezték végső nyugalomra.

## Fontosabb művei
- Ifjúkori lángok (versek, Kecskemét, 1935)
- A szépség zsoldjában (versek, Pesterzsébet, 1937)
- Tizenkét lépés hosszú bolt (versek, Székesfehérvár, 1939)
- Férfizsoltár (versek, 1942)
- Fegyvertelenül (versek, Kolozsvár, 1945)
- Levelek egy szovjet katonának (karcolatok, Nagyvárad, 1946)
- Torlódó nyár (válogatott versek, Budapest, 1947)
- A dolgozó népet szolgálom (regény, Budapest, 1951)
- Tizedíziglen (versek, Budapest, 1957)
- Izzó őszben (versek, Budapest, 1963)
- Tíz kicsi ló (gyermekversek, Budapest, 1964)
- Végső áron (válogatott versek, Budapest, 1964)
- A lélek naplójából (versek, Budapest, 1966)
- Fedezék nélkül (versek, Budapest, 1969)
- Három fűzfa, három nyírfa (gyermekversek, Budapest, 1971)

## Díjai, elismerései
- Munka Érdemrend ezüst fokozata (1967)
- SZOT-díj (1971)